# District de Marseille

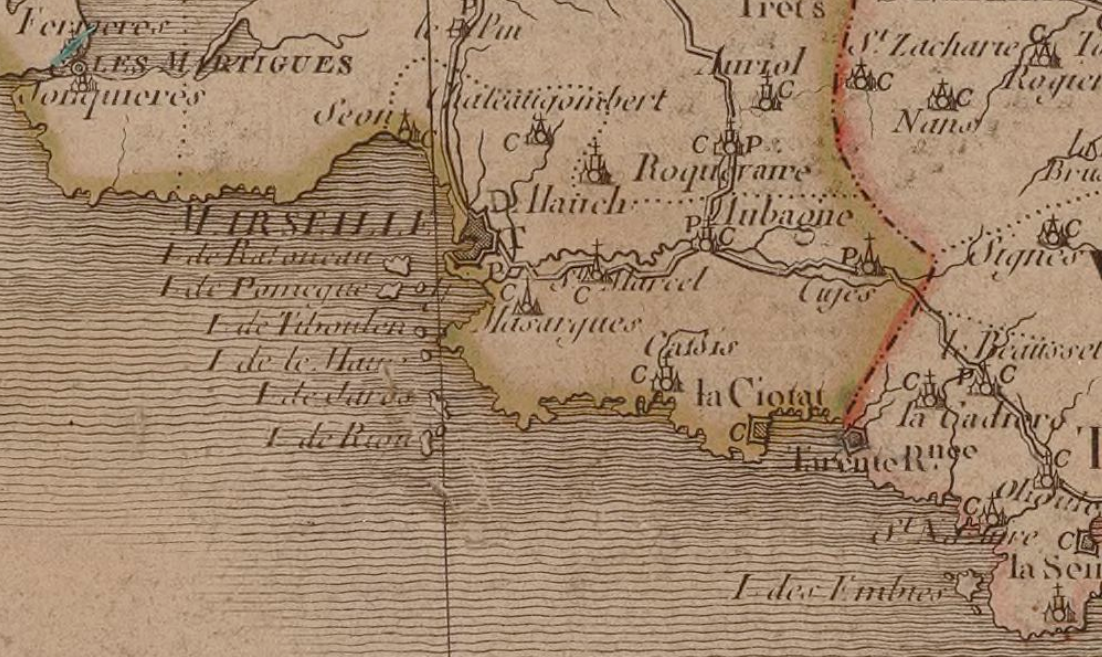

Le district de Marseille est une ancienne division territoriale française du département des Bouches-du-Rhône de 1790 à 1795.
Il était composé des cantons de Marseille, d'Allauch, d'Aubagne, de Cassis, de La Ciotat et de Cuges.

## Galerie

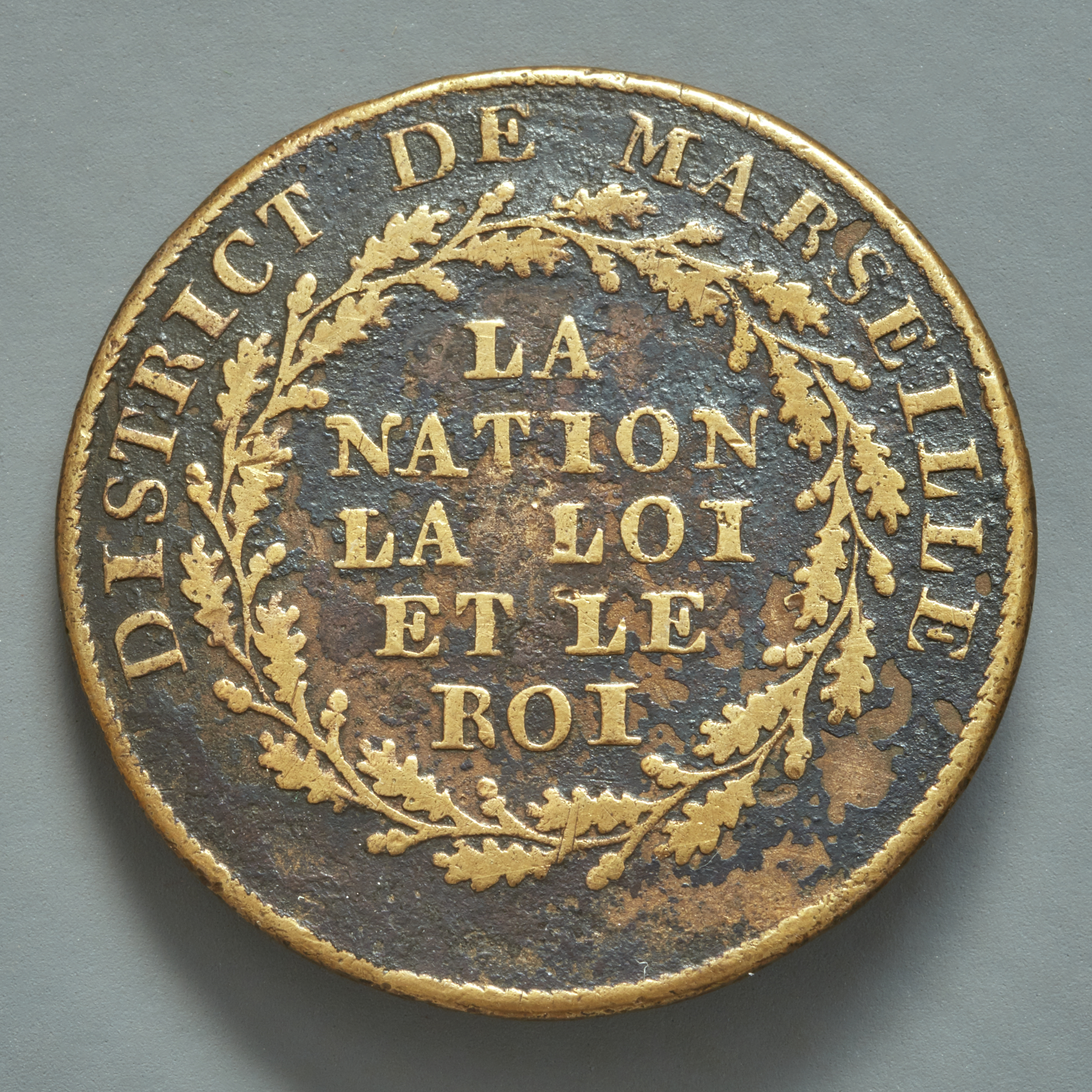
Bouton (musée Carnavalet)